# Limonium binervosum
Limonium binervosum  es una planta perenne perteneciente a la familia de las plumbagináceas. 

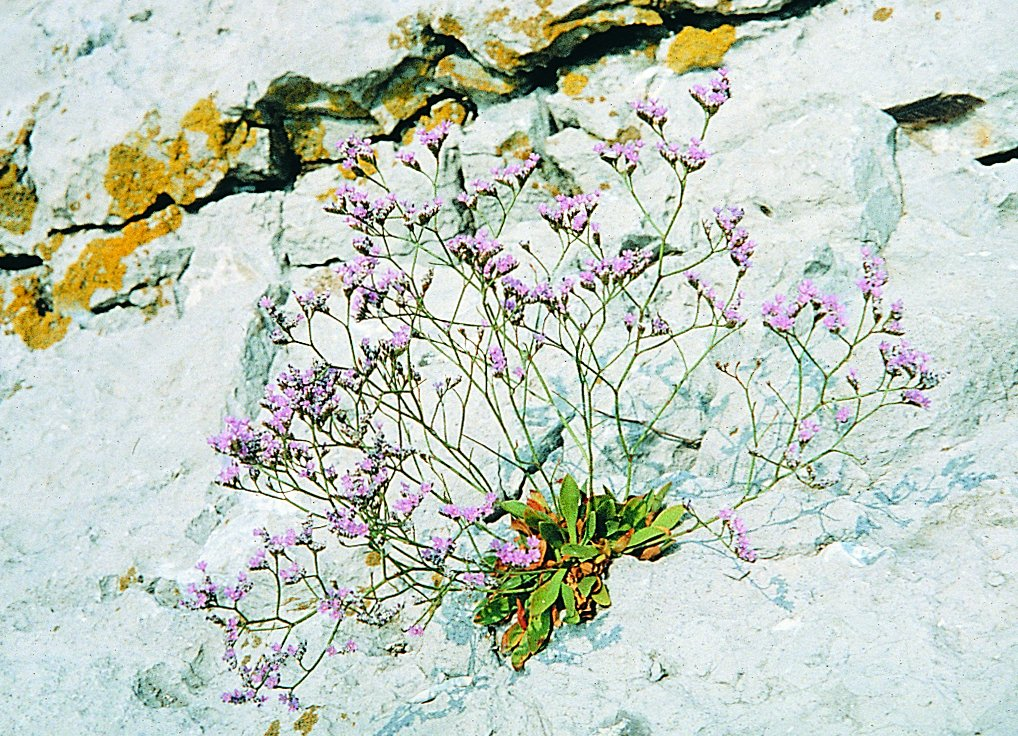
Vista de la planta

## Descripción
Limonium binervosum es una planta perenne, glabra que alcanza un tamaño de hasta 30 cm de altura, de hojas oblanceoladas en una roseta basal. Flores violeta azul, de amplios pétalos imbricados, en densas espigas erectas, con espículas 6-8 por centímetro en la mayor parte de ramas terminales; inflorescencia sin ramas que no florecen. Especie variable que se ha disgregado en un número de microespecies. Florece a final de primavera y en verano.

## Hábitat
Acantilados, rocas y guijarrales.

## Distribución
En Gran Bretaña, Francia, Irlanda, España y Portugal.

## Taxonomía
El género fue descrito por (G.E.Sm.) C.E.Salmon y publicado en The Journal of Botany 45: 24. 1907.
Etimología
Limonium: nombre genérico que procede del griego leimon, que significa "pradera húmeda", aludiendo al hábitat de muchas de las especies del género.
binervosum: epíteto latino que significa "bi nervudo".